# 罗得犹太区

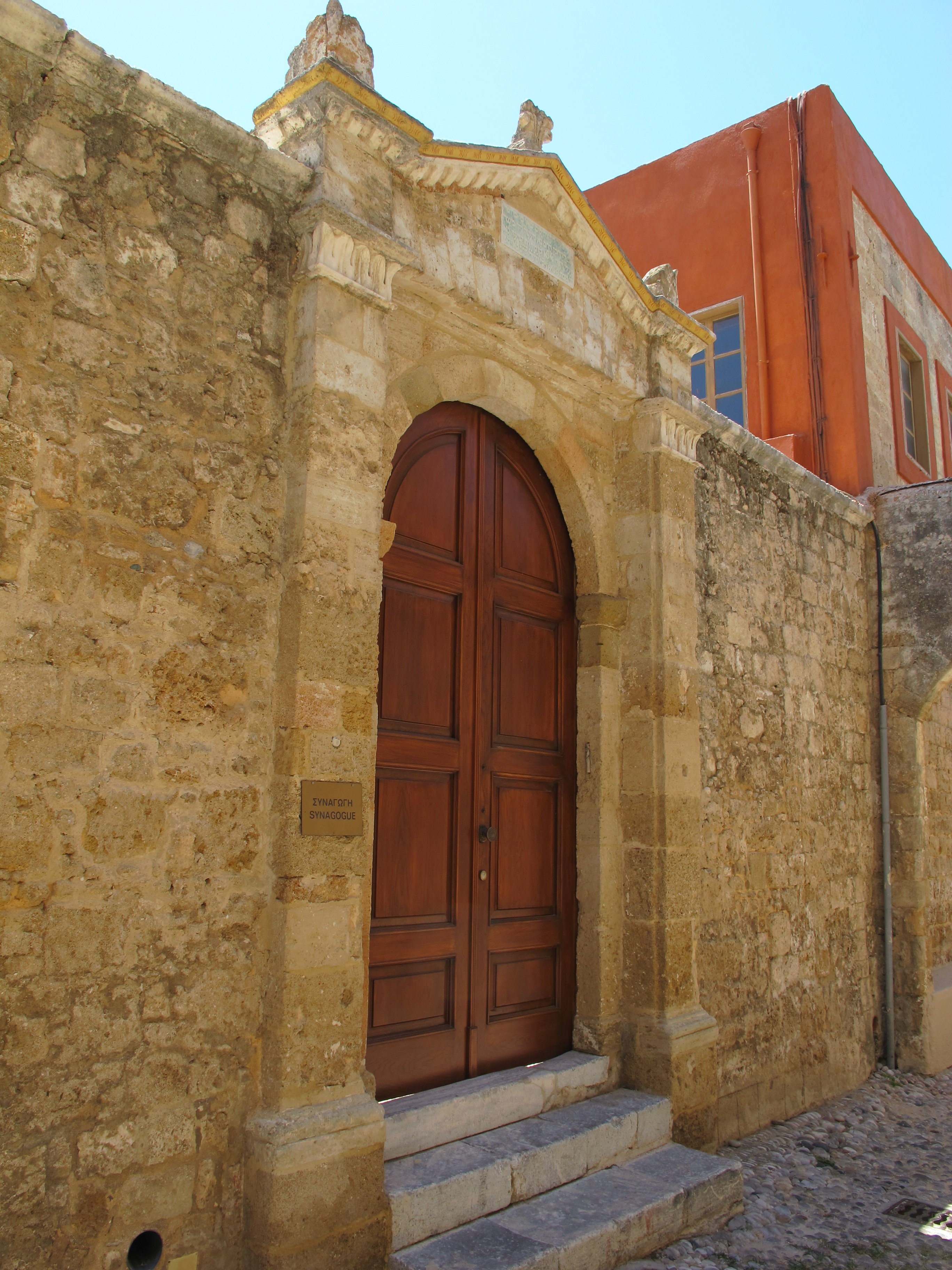
和平圣会犹太会堂

罗得犹太区（拉迪诺语：לה גודיריא）是希腊罗得城的原犹太区，居住说拉迪诺语的塞法迪犹太人。
犹太人在罗得岛出现已经有2,000年历史。但是犹太区的居民是在16世纪，从西班牙驱逐到此。罗得岛的犹太区曾经相当繁盛，人口最多时曾超过4000人。但是自从1930年代意大利法西斯开始迫害犹太人以后，即走向衰落。
犹太区位于罗得中世纪旧城的东部，靠近游船码头。该区中心的和平圣会犹太会堂是罗得岛原有的六座犹太会堂中唯一幸存的一座，设有罗得岛犹太博物馆。该区中心的殉难犹太人广场，纪念死于大屠杀的罗得岛犹太人。全区有多处拉迪诺语、希伯来语和意大利语的牌匾。犹太区外就是罗得犹太公墓，可追溯到16世纪，是欧洲保存最完好的一处。